# 林家和女
入谷 和女（いりたに かずめ、1961年（昭和36年）4月21日 - ）は、神戸市兵庫区出身の落語囃子方。本名∶上村 和女。上方落語協会所属。

## 概要
元夫は落語家の林家小染。息子は林家染八。桂あやめは実妹にあたる。
主な活動では夫の出演する落語会のほかに週1回土曜日にヨシモト∞ホール大阪で行なわれる「花花寄席」の下座を担当。
2013年に芸名の姓を「林家」から「入谷」に改名。協会ホームページにおける本名表記も「入谷和女」となっており、小染との離婚が考えられるが、双方および家族（あやめ、染八）は詳細を明らかにしていない。
花詩歌タカラヅカに参加する時の芸名は「生玉 緑」。

## 来歴・人物
1981年6月に小林政子に入門。

## その他
彦八まつりの告知動画（監督：笑福亭喬介、AD：染八）では、2016年版、2019年版（同メイキング）とも、サングラスを掛けた和装の「巫女」役で出演。